# Katell Quillévéré
Katell Quillévéré (Abidjan, 30 gennaio 1980) è una regista e sceneggiatrice francese.

## Biografia
Nasce in Costa d'Avorio, dove vive fino all'età di cinque anni, figlia di un'insegnante di scienze e di un tecnico informatico, entrambi bretoni di Finisterra. Vorrebbe studiare cinema, ma non riesce ad entrare a La Fémis e si laurea quindi in filosofia all'Università di Parigi 8, dove conosce il suo futuro compagno e collaboratore artistico Hélier Cisterne.
Ha fondato il Festival du cinéma de Brive.
Col suo primo lungometraggio, Un poison violent, vince il Premio Jean Vigo nel 2010. Il successivo, Suzanne, viene candidato a 5 premi César e le frutta paragoni con Maurice Pialat (Le Monde), lanciando inoltre la carriera di Adèle Haenel. Con Riparare i viventi, adatta l'omonimo romanzo di Maylis de Kerangal.

## Filmografia

### Regista e sceneggiatrice
- À bras le corps - cortometraggio (2005)
- L'Imprudence - cortometraggio (2007)
- L'Échappée - cortometraggio (2009)
- Un poison violent (2010)
- Suzanne (2013)
- Riparare i viventi (Réparer les vivants) (2016)

### Solo sceneggiatrice
- Dehors, regia di Hélier Cisterne - cortometraggio (2003)
- Vandal, regia di Hélier Cisterne (2013)
- Sola al mio matrimonio (Seule à mon mariage), regia di Marta Bergman (2018)
- De nos frères blessés, regia di Hélier Cisterne (2020)

## Riconoscimenti
- Premio César
  - 2014 – Candidatura alla migliore sceneggiatura originale per Suzanne
  - 2017 – Candidatura al miglior adattamento per Riparare i viventi
- Premio Jean Vigo 2010 per Un poison violent